# Заречный (Пензенская область)
Заре́чный — город в Пензенской области России. Является городом областного значения, закрытым административно-территориальным образованием, в границах которого образовано одноимённое муниципальное образование со статусом городского округа ЗАТО город Заречный.
Флаг города Заречного является официальным символом ЗАТО города Заречного Пензенской области Российской Федерации. Ныне действующий флаг города учреждён 21 февраля 2006 года.

## География
Город расположен в 6 км к востоку от областного центра города Пензы, граничит с железнодорожной станцией Селикса на участке Пенза — Сызрань исторического хода Транссиба. Территория городского округа составляет более 2760 га. Застроенная часть территории 840 гектар, из которых 200 га земли жилой застройки, 186 га общественно-деловой застройки, 311 га общего пользования (площади, улицы, проезды, дороги, парки).

## История
История города берёт начало с момента выхода постановления Совета Министров СССР от 20 июля 1954 г. № 1461—661, предусматривающего строительство в городе Пензе приборного завода № 1134 и города при нём.
Строительство завода в объёме проекта было завершёно к концу 1961 года. Был создан современный приборостроительный завод, на котором работало свыше 4000 человек. Был освоен выпуск 31 наименования электромеханических устройств, бароприборов, блоков автоматики и других изделий. Возникло радиотехническое производство, была освоена обширная номенклатура бортовой и наземной аппаратуры радиотелеметрических систем, освоены десятки видов изделий разработки ВНИИЭФ и ВНИИА.
В начале 1960-х гг. началась реализация второй очереди строительства предприятия, предусматривающей организацию нового производства — сборку ядерных боеприпасов (ЯБП). Первым специзделием, самостоятельно собранным на предприятии, стала ядерная боеголовка разработки ВНИИТФ (г. Снежинск) к первой баллистической ракете с подводным стартом. В последующие годы было освоено производство самых разнообразных ЯБП различных типов и назначений.
Строительство завода обусловило ускоренное создание городской инфраструктуры. Указом Президиума Верховного Совета РСФСР от 12 августа 1958 года № 724/4 был образован Заречный район города Пензы, который 10 декабря 1958 года был выделен в город областного подчинения с присвоением ему наименования Заречный.
Постановлением Совета Министров СССР от 3 марта 1962 № 223—107 вместо города областного подчинения Заречного создана закрытая зона Пенза-19.
В январе 1992 года городу было возвращёно историческое название Заречный решением Малого Совета от 29 декабря 1991 года № 31. Вплоть до 1994 года город отсутствовал на всех картах. До сей поры соблюдается особый пропускной режим, предусмотренный статусом ЗАТО, а на федеральной дороге М-5 «Урал» отсутствует указатель поворота на въезд в город.
На территории города в соответствии с Законом РФ «О закрытом территориально-административном образовании» установлен особый режим жизнедеятельности, включающий специальные условия проживания граждан.
С 1 января 2020 года с окладов в бюджетной сфере города сняты 20 % надбавки за статус ЗАТО.
Историческое наследие территории города
Древнейшее историческое наследие города представлено двумя археологическими объектами: Ахунским городищем и Зареченским селищем.
Зареченское селище
Открыто в 1999 году, датировка поселения определёна в пределах IV—XI вв. Является крупным памятником древнемордовской культуры. Прекратило существование в связи с колонизацией в начале XI в. Волжской Булгарией верхнесурских земель.
Ахунское городище
Датируется концом I тысячелетия до н. э. — серединой I тысячелетия н. э., входит в перечень объектов исторического и культурного наследия федерального значения. Расположено в черте города, на приовражном крутом мысу в лесу, на южном краю оврага Чемодан; занимает площадь до 350 м².
Городище открыто в 1956 году и обследовано в 1963, 1964, 1974 гг. краеведом М. Р. Полесских, в 1959—1969, 1972 гг. кандидатом исторических наук В. А. Калмыковой, в 1999 г. доктором исторических наук Г. Н. Белорыбкиным.
Памятник включён в Перечень объектов исторического и культурного наследия федерального (общероссийского) значения (Постановление Совета министров РСФСР от 4 декабря 1974 год № 624, Указ президента Российской Федерации от 20 февраля 1995 года № 176.
В период XI—XVII веков территория города не была заселёна. В дальнейшем вплоть до 1917 года территория Заречного входила в состав обширного массива засурских лесов и принадлежала государственной казне. Отдельные участки территории принадлежали частным лицам. В годы Советской власти все лесные и частные угодья, располагавшиеся на территории Заречного, были национализированы и вошли в состав Засурского лесничества Пензенского леспромхоза.
В годы Великой Отечественной войны вблизи будущего города (железнодорожная станция Селикса) и на части его территории размещалась 37 запасная стрелковая бригада (с 1944 года — дивизия) общей численностью 22 085 человек, которую дважды посещал Маршал Советского Союза К. Е. Ворошилов (январь, май 1942 года). Из бригады в действующую армию направлялось пополнение. Следы окопов, траншей, блиндажей и сейчас сохранились на территории города.

## Население
| 1959    | 1996    | 2002    | 2003    | 2005    | 2008    | 2009    | 2010    | 2012    | 2013    | 2014    |
| ------- | ------- | ------- | ------- | ------- | ------- | ------- | ------- | ------- | ------- | ------- |
| 6450    | ↗63 900 | ↘62 970 | ↗63 000 | ↘62 400 | ↘62 000 | ↗62 043 | ↗63 601 | ↗63 795 | ↗63 868 | ↗64 095 |
| 2015    | 2016    | 2017    | 2018    | 2020    | 2021    | 2024    | 2025    |         |         |         |
| ↗64 497 | ↗64 887 | ↗64 982 | ↗65 156 | ↗65 502 | ↘58 510 | ↗58 753 | ↘58 597 |         |         |         |

На 1 января 2025 года по численности населения город находился на 273-м месте из 1124 городов Российской Федерации.

## Строительство и архитектура
Строительство города началось в 1954 году с возведения первых каркасно-щитовых одноэтажных домов, в которые вселились первые горожане. Основной рабочей силой на строительстве завода и города до 1964 года были заключённые из лагерей, расположенных на 58 и 132 кв. (нумерация лесных кварталов). Ранее здесь размещались военнопленные, строившие (в 1943—1944 гг.) автодорогу от Пензы в сторону Самары (Куйбышева). Возведение заводских объектов осуществлялось заключёнными (до 1964 года) и формированиями военных строителей, в дальнейшем — вольнонаёмными рабочими Пензенского управления строительства.
Город имеет планировку, соответствующую передовым достижениям советского градостроительства с характерным сочетанием жилых образований и сохранённых лесных массивов. Жилая зона Заречного состоит из малоэтажных и высокоэтажных застроек, которые отделёны друг от друга парком имени М. Ю. Лермонтова. Каждый микрорайон имеет свои индивидуальные особенности, конфигурацию и архитектурно-композиционное решение.
Благоустройство территорий осуществляется одновременно со строительством домов и зданий, прокладываются пешеходные пути, транспортные артерии, устанавливаются малые архитектурные формы, создаются зоны отдыха. Спортивные площадки располагаются на озеленённых территориях. Большое внимание уделяется озеленению города с максимальным использованием существующей растительности.
Порядок осуществления градостроительной деятельности осуществляется на основании Градостроительного кодекса России и Градостроительного устава Пензенской области.
Градостроительную политику до 2025 года определяет Генеральный план города, утверждённый решением Собрания представителей города Заречного Пензенской области от 30 июля 2010 года № 199, в котором особое внимание уделено решению следующих задач:
сохранение и развитие градостроительного и ландшафтного своеобразия города;
определение основных направлений развития системы общегородского центра;
разработка основных направлений реконструкции и развития жилых территорий;
решение вопросов транспортной инфраструктуры, хранения и парковки легковых автомобилей, взаимоувязанного развития всех видов пассажирского транспорта;
решение вопросов развития инженерной инфраструктуры с учётом частичной децентрализации инженерных сетей .
В рамках реализации Генерального плана за 2010 год в городе было введёно в эксплуатацию 25 250 м² жилья, что сравнимо с лучшими показателями, достигнутыми за всё время строительства города .
В 2010 году сдана в эксплуатацию Крытая ледовая арена на 2 000 зрителей, в рекреационной зоне отдыха «Лесная» продолжилось строительство физкультурно-оздоровительного комплекса и началось строительство 50-метрового крытого бассейна.
На сегодняшний день в городе Заречном полностью построено 7 микрорайонов. Продолжается застройка современными домами микрорайонов № 13А и № 18. Разрабатывается проект завершения строительства микрорайона № 13А и первой очереди застройки микрорайона № 18.
Большое внимание уделяется повышению качества благоустройства городских территорий, увеличению количества парков и скверов. В 2010 году начато формирование нового парка и строительство в его центре православного храма. На внутридворовых территориях регулярно устанавливаются новые детские игровые и спортивные малые формы и комплексы.

## Экономика города
На 1 января 2011 года в городе Заречном осуществляли деятельность 2937 субъектов малого и среднего предпринимательства, из них: 465 малых предприятий, 4 средних предприятия, 2468 индивидуальных предпринимателей.
Наиболее привлекательными для предпринимателей являются такие виды деятельности, как оптовая и розничная торговля — 57,0 %, операции с недвижимым имуществом — 14,6 %, обрабатывающие производства — 10,5 %.

## Промышленность
Основное предприятие: Федеральный научно-производственный центр «Старт», одно из предприятий Росатома. Строительство завода началось в 1954 году, а в июне 1958 года заводом уже была выпущена первая продукция. Основное назначение завода на первом этапе:  производство комплектующих изделий для сборки ядерных боеприпасов.
В 1990-х годах на предприятии началось освоение неядерных компонентов вооружения и военной техники. В основе выбранного направления лежит ориентация на развитие перспективных технологий для производства высокоточного оружия. Сегодня предприятие является головным изготовителем по противотанковому ракетному комплексу «Хризантема». В настоящее время АО ФНПЦ «ПО „Старт“ имени М. В. Проценко» — крупное современное предприятие, обладающее уникальными технологическими возможностями, разрабатывающее и выпускающее конкурентоспособную наукоёмкую высокотехнологичную продукцию, используемую в сфере обеспечения национальной безопасности страны и в народном хозяйстве.
Научно-исследовательский и конструкторский институт радиоэлектронной техники (НИКИРЭТ) — филиал АО ФНПЦ «ПО «Старт» имени М. В. Проценко» — предприятие, специализирующееся на разработке и выпуске технических средств охраны различного назначения. Разработанными и произведёнными в НИКИРЭТ изделиями ежегодно оборудуются около 500 км рубежей охраны различных объектов. Изделия НИКИРЭТ рекомендованы к применению на объектах Росатома, Министерства обороны, Росгвардии, Федеральной службы исполнения наказаний России, ОАО «Газпром», ОАО «РЖД», ОАО «АК „Транснефть“» и других.
Действуют более 10 малых и средних промышленных предприятий, осуществляющих деятельность в области приборостроения. Среди них: ООО «Спецприбор», ЗАО «Охранная техника», ООО НПП «Сенсор», ООО НПП «Старт-7», ООО НТП «Энергоконтроль», ООО ПКФ «Полёт», ООО НПФ «ИНТ», ООО «Промышленные технологии» и другие.

## Сельское хозяйство
Сельское хозяйство города представлено муниципальным сельскохозяйственным предприятием «Тепличный комбинат», занимающимся производством овощей закрытого грунта, ООО «Колос», а также Фондом зерна и продовольствия.
МУСП «Тепличный комбинат» обеспечивает потребности жителей города в свежих овощах с февраля по октябрь, выращивает рассаду, невостребованная в городе продукция реализуется в областном центре .
ООО «Колос» для возделывания зерновых культур арендует земли в Каменском районе Пензенской области. Всего на данный момент в пользовании находится 1 219 га пашни, из них под зерновыми в 2010 году было занято 513 га, под подсолнечником — 270 га, остальное — пары. Валовый сбор зерновых культур в 2010 году составил 513 тонн, подсолнечника — 66,9 тонн.

## Торговля и сфера услуг
Торговое обслуживание жителей города обеспечивают свыше 300 хозяйствующих субъектов, объекты которых расположены в 84 торговых центрах, магазинах, павильонах общей торговой площадью свыше 20 тысяч м²; на территории города работают также 2 рынка с количеством рабочих мест, равным 262.
Сеть общественного питания в городе представлена 21 объектом различных типов с общим количеством посадочных мест около 1500.
Для обеспечения жителей города сельхозпродукцией и продуктами её переработки ежегодно организуются городские ярмарки, а также «ярмарки выходного дня» с участием организаций сельского хозяйства из районов Пензенской области. В весенне-летний период организуется продажа овощных и бахчевых культур, а также прохладительных напитков в нестационарных объектах торговли; работают летние кафе при базовых предприятиях общественного питания.

## Инфраструктура поддержки предпринимательства
Инфраструктура поддержки предпринимательства представлена рядом организаций, осуществляющих финансово-кредитную, имущественную, информационно-консультационную и иную поддержку субъектов малого и среднего бизнеса: Фонд поддержки предпринимательства, ОО «Ассоциация предпринимателей города Заречного Пензенской области», Общественно-экспертный Совет по предпринимательству при Администрации города, МАУ "Бизнес-инкубатор «Импульс».

## Городское хозяйство
Энергетический комплекс территории города представлен следующими предприятиями: АО "ФНПЦ «ПО „Старт“ имени М. В. Проценко»" — обеспечение теплоснабжением, водоснабжением, водоотведением, трансформация и передача электрической энергии; МП «Горэлектросеть» — трансформация и передача электрической энергии; ОАО «Горгаз» — транспортировка газа до потребителей.
Содержание жилого фонда города Заречного, объектов соцкультбыта, детских дошкольных учреждений и др. — МУП «Жилищно-социальное и коммунальное хозяйство».
МП «Комбинат благоустройства и лесного хозяйства» выполняет комплекс работ по внешнему благоустройству города.

## Транспорт
Транспортные услуги в городе оказывают МП «Автотранс», предприниматели, осуществляющие перевозки автомобилями категории М2 и предприниматели, осуществляющие перевозки таксомоторами.
В 2010 году все автобусы большой вместимости и транспортные средства, предназначенные для перевозки опасных грузов, были оснащёны средствами спутниковой навигации ГЛОНАСС.

## Связь
Услуги по обеспечению населения местной, междугородной и международной связью, подключению к сети «Интернет» организаций и частных лиц предоставляются АО «Золотая линия». На территории города также осуществляют деятельность ПАО «Мобильные ТелеСистемы», АО «ЭР-Телеком Холдинг».

## Здравоохранение
Медико-санитарная часть № 59 ведёт свою историю с 1955 года. В 1961 был построен главный лечебный корпус со стационаром на 87 коек.
Структура медсанчасти представлена стационаром круглосуточного пребывания на 501 койку и дневного пребывания — 90 коек. С 2008 года функционирует Перинатальный центр на 85 коек. В 2009 г. открыты отделение реабилитации на 20 коек для пациентов, перенёсших острые заболевания кардиологического и неврологического профиля; а также Центр психоневрологии и наркологии.
Городская поликлиника для взрослого населения рассчитана на 300000 посещений в год, детская поликлиника на 140 000 посещений в год.
В систему здравоохранения города также входит муниципальное учреждение здравоохранения «Городской санаторий-профилакторий»

## Образование
Образовательное пространство города Заречного представлено 24 учреждениями различных типов и видов, учредителем которых является Администрация города Заречного Пензенской области, Комитет по управлению имуществом города Заречного Пензенской области, Департамент образования города Заречного Пензенской области.
Поддержку развития системы образования города Заречного осуществляет муниципальное казённое учреждение «Информационно-методический центр системы образования Заречного», Психолого-социальный центр «Надежда», Пензенская региональная молодёжная общественная организация по поддержке одарённых детей и молодёжи «МОНО» — обладатель грантов Президента Российской Федерации на развитие гражданского общества первой и второй волны 2018 года.
Дошкольное образование
 Образовательное пространство дошкольного детства включает в себя 11 дошкольных образовательных учреждений.
Общее образование
 В Заречном образовательные программы по ФГОС реализуют 7 учреждений общего образования, в их числе:
- МАОУ "Гимназия № 216 «Дидакт».
- МБОУ «СОШ № 220».
- МОУ «СОШ № 221».
- МОУ «СОШ № 222».
- МБОУ «СОШ № 225». На базе школы создан центр корректирующего и компенсирующего образования для детей с ограниченными возможностями здоровья VI, VII и VIII видов.
- МБОУ «СОШ № 226» (кадетские классы под патронажем МЧС России).
- МОУ «Лицей № 230».

Образовательные организации дошкольного и общего образования являются участниками образовательный инициативы государственной корпорации по атомной энергии «Росатом» — проекта «Школа Росатома».
Дополнительное образование и профессиональная ориентация
В систему образования города Заречного входят 4 учреждения дополнительного образования детей:
- «Центр образования и профессиональной ориентации».
- «Центр детского технического творчества». Центр детского технического творчества

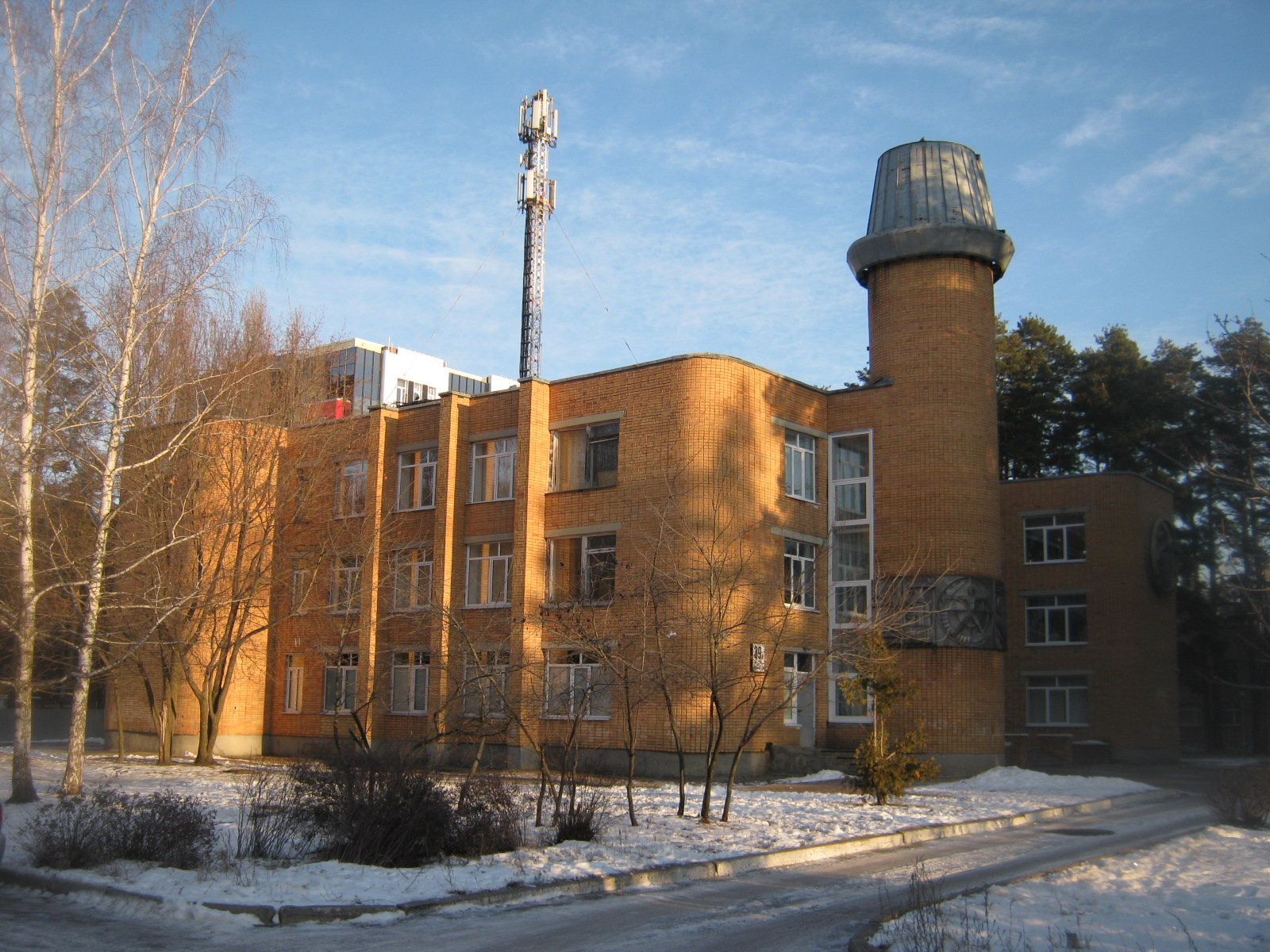
Центр детского технического творчества

- «Дворец творчества детей и молодёжи».
- Детско-юношеский центр «Юность».

Отдых и оздоровление
В период школьных каникул для детского отдыха и оздоровления осуществляют деятельность детские оздоровительные лагеря:
- С дневным пребыванием на базе образовательных организаций;
- Структурное подразделение МАОУ ДО ДТДМ — загородный детский оздоровительный лагерь «Звёздочка» (Железнодорожный р-он г. Пенза, Пензенская область)

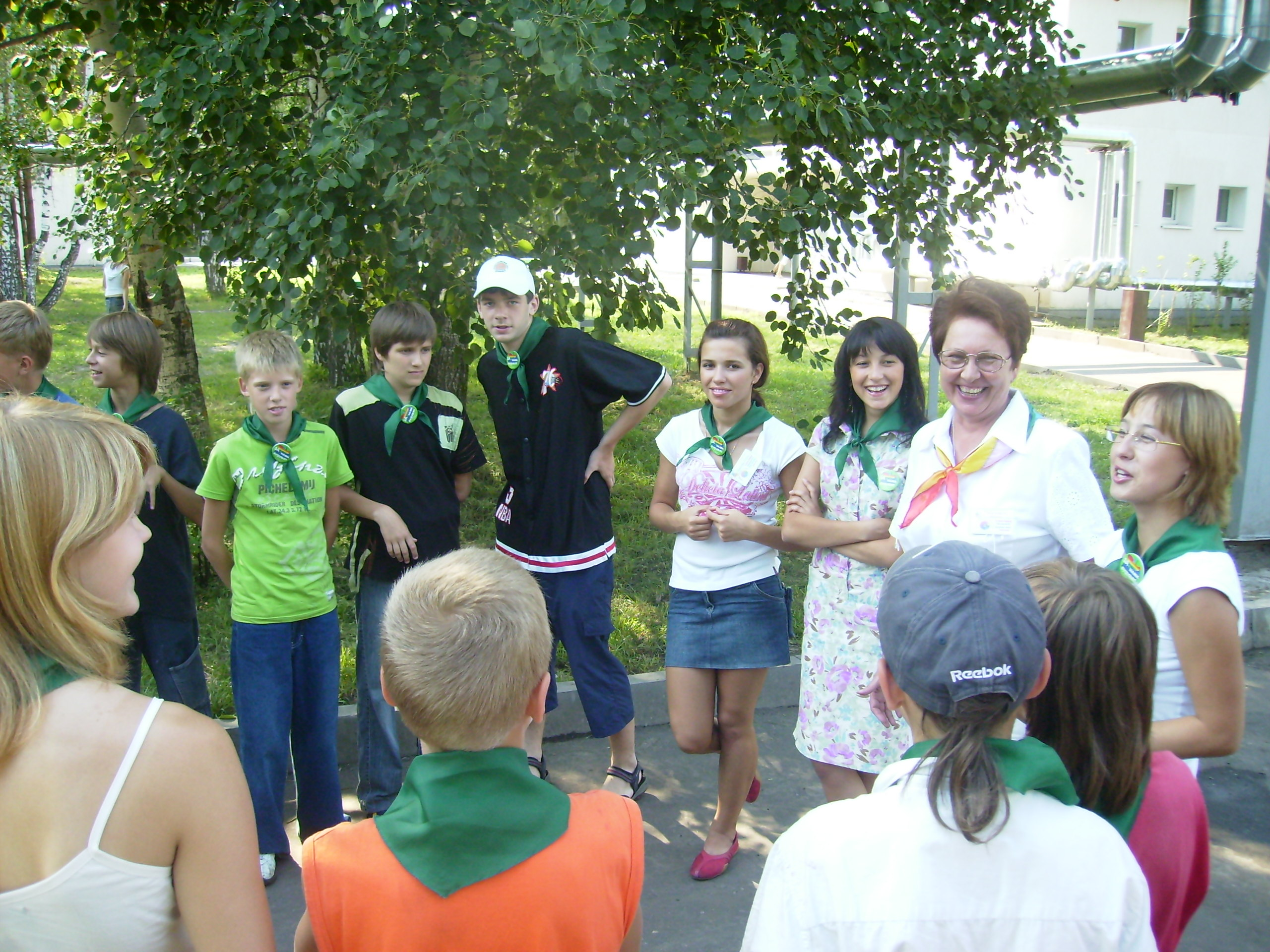
ДОЛ «Звёздочка». Отдыхающие ДОЛ встречаются с почётным гражданином города Заречный — Л. М. Блиничкиной, заслуженным работником культуры РФ

## Сфера культуры
8 городских учреждений подведомственны Департаменту культуры и молодёжной политики города Заречного: МУК «Дворец культуры „Современник“», МУК «Дом культуры „Дружба“», МУ «Театр юного зрителя города Заречного», МАУ «Центр здоровья и досуга» (в составе с парком культуры и отдыха «Заречье»); специализируются на работе с молодёжью — МАУ «Молодёжно-досуговый центр „Ровесник“»; учреждение дополнительного образования — МАОУ ДОД «Детская школа искусств»; городские библиотеки — МУК «Информационно-библиотечное объединение», городской музей — МУК «Музейно-выставочный центр».
Горожане являются участниками творческих коллективов, 21 из которых носят звание «народный» и «образцовый». Среди них — Оркестр русских народных инструментов «Современник», джазовый коллектив «Биг-Бэнд», русской народный хор, изостудия «Акварель», мужской ансамбль «Славяне», народный ансамбль русской песни «Млада», студии популярной музыки «Элон» и «Поворот», цирковая студия «Виктория», фольклорный ансамбль «Летечко», хореографические коллективы — ансамбль классического танца «Грация», эстрадный центр «Искры-шоу», эстрадные коллективы «Dance Zone», «City dance», студия современной хореографии «ПРОстранные танцы»; вокальные коллективы «АвантажЪ», «Десерт», театр-студия «Начало», театральная студия «Арлекин», молодёжные рок-группы. Все они являются неоднократными лауреатами международных и всероссийских конкурсов и фестивалей.

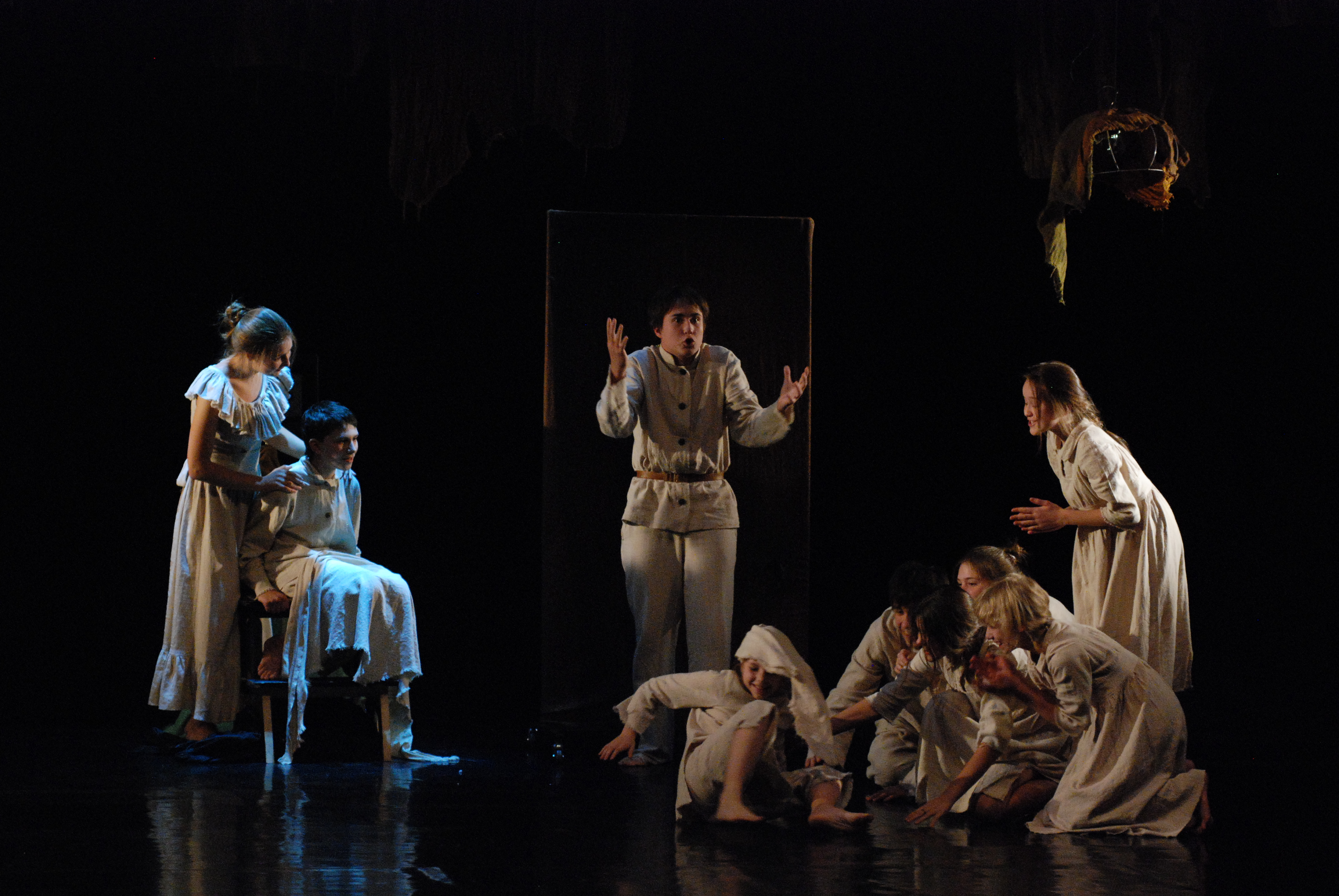
Театральная студия «Арлекин». Сцена из спектакля «Наказание без преступления» (по мотивам произведений Ф. М. Достоевского). Режиссёр Н. А. Кучишкина

В городе 10 членов Союза писателей России.
19 человек за заслуги в области культуры удостоены звания «Заслуженный работник культуры РФ»: Арзютова Тамара Борисовна, Блиничкина Любовь Михайловна (1996), Борзиленко Виталий Андреевич, Бояров Виктор Николаевич (2006 г.), Жучкова Елена Владимировна, Дмитриев Валерий Владимирович (1984), Ершова Лидия Михайловна (1994), Исаева Светлана Васильевна (1988), Клименко Виктор Иванович (1994), Мошнина Татьяна Владимировна, Локтарев Валерий Николаевич (1982), Новикова Нина Григорьевна (1999), Петрунина Ирина Григорьевна (1973), Радюк Светлана Васильевна (1995), Спирина Альбина Алексеевна (1994), Темяшева Татьяна Константиновна (1998), Торгашова Станислава Юлиановна (2005), Трубников Николай Васильевич (1985), Чернышова Светлана Андреевна (1999).

## Физическая культура и спорт
В городе Заречном функционируют 4 спортивные школы, которые находятся в ведомстве Комитета по физической культуре и спорту города Заречного:
- Специализированная детско-юношеская спортивная школа Олимпийского резерва «Союз»
- Комплексная спортивная школа олимпийского резерва
- Детско-юношеская спортивная школа
- Спортивно-технический клуб ГС РОСТО (ДОСААФ) города Заречного[39]

Известные спортсмены:

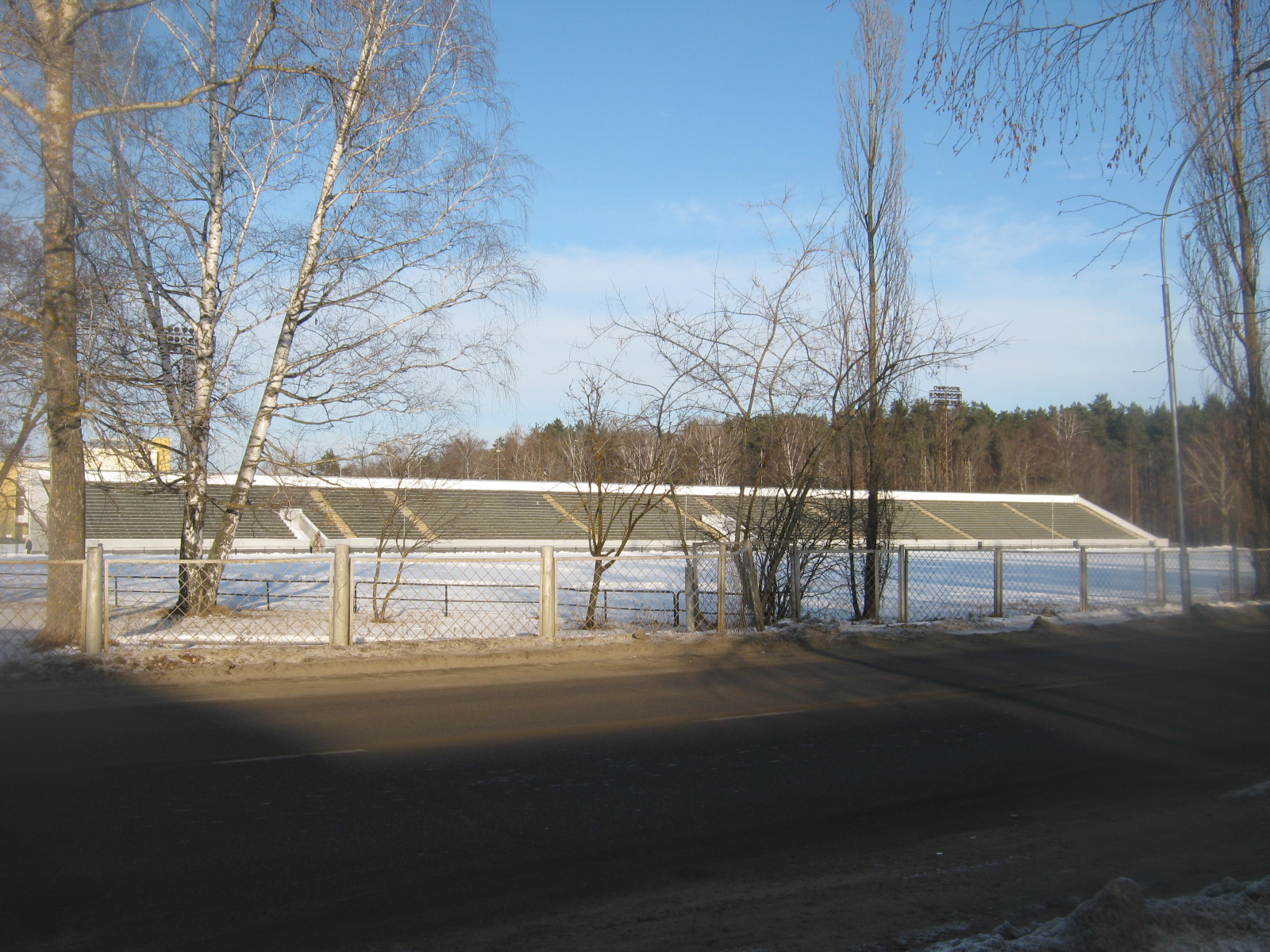
Стадион

- В. Г. Волков, С. В. Гордеев, А. А. Харитонов — неоднократные победители и призёры чемпионатов и кубков мира по борьбе самбо;
- П. И. Аристов, О. В. Фунтиков — победители чемпионатов мира по каратэ;
- В. М. Бураев, В. К. Голяс, Л. Л. Нитяговская, С. В. Тюленев — рекордсмены мира по лёгкой атлетике, победители и призёры чемпионатов России, Европы и мира;
- И. В. Раевская, Е. Н. Уйменова — победительницы первенств России и Европы по плаванию. В. Малютина — серебряный призёр XXVII Всемирная летняя Универсиада 2013 в Казани;
- А. Ф. Фатахов - чемпион России по регби.

С 1997 г. в Заречном действует профессиональный баскетбольный клуб «Союз», выступающий в Суперлиге-2 дивизион.
С 1 октября 2008 года в городе введён комплекс «Готов к труду и Защите Отечества» .
Имеются крытая ледовая арена "Спортивно-культурный комплекс «Союз»; ФОК, большие и малые футбольные поля с искусственным покрытием, плавательный 50-метровый бассейн, лыжная база и др.

## Достопримечательности
- Обелиск «Стела Победы» и «Вечный огонь» (зажжен 21 июня 2023 года);
- Памятник В. И. Ленину на площади Ленина;
- Бюст первого директора завода М. В. Проценко;
- Бюст поэта М. Ю. Лермонтова;
- Мемориал памяти войнам-интернационалистам и участникам локальных конфликтов;
- Мемориал памяти ликвидаторам техногенных катастроф[41];
- Мемориал воспитанникам центра «Юность», погибшим при выполнении интернационального воинского долга в Республике Афганистан и Чечне;
- Скульптура «Футболисты» у Дворца спорта;
- Арт-объект «Памятник пропуску»[42];
- Арт-объект «Саксофонист»;
- Арт-объект «Лоси»;
- Музыкальный фонтан на площади Дворца культуры «Современник»;
- Памятный знак первостроителям города у Музейно-выставочного центра[43];
- Памятный знак военным строителям.
- Фонтан у Театра юного зрителя;
- Фонтан «Россия» на улице Ленина;
- Тематические аллеи скульптур из белого мрамора «Поэзия созидания»[44];
- Памятные доски зареченцам, внесших вклад в развитие города и страны, исполнявших интернациональный долг по защите Отчества: Михаил Проценко, Фёдор Шабашов, Фёдор Паньшин, Василий Адаев, [www.famous-scientists.ru/8729/ Никифор Васильченко], Валентин Демаков, Борис Милавин, войны-интернационалисты — Валерий Бурма, Сергей Кляузов и Михаил Рябов.

## Городские средства массовой информации
Газеты
- Наш город Заречный
- Заречье сегодня

Теле- и радиовещание
ОАО «Телерадиокомпания „Заречный“». Городской телеканал, городское радио (частота 103,3 FM), оператор кабельного телевидения.

## Органы местного самоуправления
Местное самоуправление города Заречного регламентируется Уставом закрытого административно-территориального образования города Заречного Пензенской области" (принят Решением Собрания представителей г. Заречного от 19.12.2005 № 142).
Структура органов местного самоуправления города Заречного представлена Главой города Заречного Пензенской области, Администрацией города Заречного, Собранием представителей города Заречного, а также иными органами местного самоуправления.